# Kodaika
Kodaika is een geslacht van hooiwagens uit de familie Assamiidae.
De wetenschappelijke naam Kodaika is voor het eerst geldig gepubliceerd door Roewer in 1929. 

## Soorten
Kodaika is monotypisch en omvat slechts de volgende soort:
- Kodaika escheri